# Partido Republicano de Centro
El Partido Republicano de Centro es fundà l'any 1931 com un partit polític amb la missió d'impulsar l'afermament de la república espanyola i el manteniment de l'ordre públic. La seva delegació a Barcelona fou encapçalada per Agustín Ribas Lázaro.